# Großsteingrab Kirkelte Hegn 2
Das Großsteingrab Kirkelte Hegn 2 ist eine megalithische Grabanlage der jungsteinzeitlichen Nordgruppe der Trichterbecherkultur im Kirchspiel Karlebo in der dänischen Kommune Fredensborg.

## Lage
Das Grab liegt östlich von Kirkelte im Norden des Waldgebiets Kirkelte Hegn. Nur 80 m nordöstlich befindet sich das Großsteingrab Kirkelte Hegn 1. In der näheren Umgebung gibt bzw. gab es zahlreiche weitere megalithische Grabanlagen. 

## Forschungsgeschichte
In den Jahren 1884 und 1942 führten Mitarbeiter des Dänischen Nationalmuseums Dokumentationen der Fundstelle durch. 1984 wurde das Grab restauriert.

## Beschreibung

### Architektur
Die Anlage besitzt eine ostnordost-westsüdwestlich orientierte rechteckige Hügelschüttung mit einer Länge von etwa 24 m, einer Breite von 13 m und einer Höhe von 2 m. Die Umfassung ist recht gut erhalten: An der nördlichen Langseite stehen 17 Steine, an der südlichen Langseite 15, an der östlichen Schmalseite acht und an der westlichen Schmalseite sieben.
Der Hügel enthält in seiner südlichen Hälfte zwei Grabkammern, die beide als Ganggräber anzusprechen sind. Die östliche Kammer ist ost-westlich orientiert und hat einen annähernd rechteckigen Grundriss. Sie hat eine Länge von 2,8 m und eine Breite von 1,8 m. Die Kammer besteht aus drei Wandsteinpaaren an den Langseiten und je einem Abschlussstein an den Schmalseiten. Auf den Wandsteinen ruhen zwei Decksteine, von denen einer gespalten ist. An der Südseite befindet sich der Zugang zur Kammer. Ihm ist ein nord-südlich orientierter Gang mit einer Länge von 5,4 m und einer Breite von 0,7 m vorgelagert. Der Gang besteht aus drei Wandsteinpaaren und drei Decksteinen. Zwischen Gang und Kammer liegt ein Schwellenstein.
Die westliche Kammer ist ost-westlich orientiert und hat einen fünfeckigen Grundriss. Sie hat eine Länge von 2,5 m und eine Breite von 2,5 m. Die Kammer besteht aus je zwei Wandsteinen im Norden und Osten sowie je einem Stein im Südosten, Südwesten und Westen. Auf den Wandsteinen ruhen zwei Decksteine. An der Südseite befindet sich der Zugang zur Kammer. Ihm ist ein nord-südlich orientierter Gang mit einer Länge von 4,2 m und einer Breite von 0,7 m vorgelagert. Der Gang besteht aus zwei Wandsteinpaaren und zwei Decksteinen.
Bei der Restaurierung im Jahr 1984 wurde das Grab von Bewuchs befreit und die Hügelschüttung mit einer 10 cm dicken Erdschicht sowie einer 40 cm dicken Erde-Kies-Schicht verstärkt. Mehrere umgestürzte Umfassungssteine wurden wieder aufgerichtet. Die Grabkammern wurden gesäubert und auf ihrem Boden eine frische Kiesschicht aufgebracht.

### Funde
Aus dem Grab stammen ein geschliffenes dünnblattiges dicknackiges Feuerstein-Beil und ein geschliffenes schweres dicknackiges Steinbeil. Die beiden Stücke befinden sich heute im Dänischen Nationalmuseum.